# Ioan Drăgan
Ioan Drăgan (2 de diciembre de 1965 - 3 de enero de 2012) fue un futbolista rumano que jugó 169 partidos con el Fotbal Club Brașov.

## Carrera
Drăgan comenzó su carrera futbolística con ICIM Brașov. En 1990, se unió a FC Brașov y pasaría la mayor parte de su carrera con el club.